# Griechischer Bürgerkrieg
Der Griechische Bürgerkrieg (griechisch Ελληνικός εμφύλιος πόλεμος Ellinikos emfylios polemos) begann im März 1946 und endete am 9. Oktober 1949. Er entstand aus dem Konflikt zwischen der linken Volksfront bzw. deren Demokratischer Armee Griechenlands (DSE), die logistisch durch Albanien und Jugoslawien unterstützt wurde, einerseits und andererseits der konservativen griechischen Regierung, welche von Großbritannien bis 1947 und ab März 1947 von den USA im Rahmen der Truman-Doktrin militärisch unterstützt wurde.
Nach vorherrschender Auffassung stellte der Griechische Bürgerkrieg von 1946 bis 1949 eine Fortsetzung und zugleich Eskalation des seit 1943 schwelenden Konfliktes zwischen der griechischen Volksfront (vereinfacht Linken) und den griechischen Konservativen und Monarchisten (vereinfacht Rechten) dar. In der Zeitlinie von 1942 bis 1949 wird der Griechische Bürgerkrieg auch als Dritte Runde der vorgenannten Auseinandersetzungen zwischen Linken und Rechten bezeichnet. Die erste Runde erfolgte von 1943 bis Oktober 1944 (Widerstand im Zweiten Weltkrieg mit Auseinandersetzungen innerhalb der Widerstandsgruppen), die zweite Runde gipfelte am 3. Dezember 1944 in der sogenannten Dekemvriana.

## Vorgeschichte und Ursachen
Bereits während des Zweiten Weltkriegs gab es Gegensätze zwischen links und rechts im griechischen Widerstand. Während der deutschen Besetzung Griechenlands (April 1941 bis Ende Oktober 1944) standen sich die kommunistische ELAS, die teils republikanischen, teils monarchistischen Widerstandskämpfer der EDES (Εθνικός Δημοκρατικός Ελληνικός Σύνδεσμος; Ethnikos Dimokratikos Ellinikos Syndesmos, Nationaler Demokratischer Griechischer Bund), die durch die Regierung in Athen aufgestellten Sicherheitsbataillone (Tagmata Asfalias) sowie rechtsgerichtete Organisationen wie die „Organisation X“ gegenüber, die nationalistisch bis rechtsextrem orientiert waren.
Infolgedessen kam es zu bewaffneten Auseinandersetzungen, Standgerichten, Übergriffen und Massakern von allen Seiten, auch an unbeteiligten Zivilisten. Die ELAS errang dabei gegenüber den übrigen Gruppen und der Hitler-freundlichen Regierung in Athen die Vorherrschaft über weite Teile des Landes mit Schwerpunkt im Norden (Makedonien) und in der Zentralregion. Nach dem Abzug der deutschen Truppen Ende Oktober 1944 folgten beispielsweise in Thessaloniki und in Athen regelrechte Machtübernahmen der ELAS, trotz der erfolgten Landung britischer Truppen ab Oktober 1944. Athen wurde nach dem Rückzug der Wehrmacht am 12. Oktober 1944 von Einheiten der ELAS verwaltet, die am 14. Oktober 1944 von einrückenden britischen Truppen abgelöst wurden.
Der Gegensatz zwischen der kommunistischen ELAS und den rechtsgerichteten Kräften in Regierung, EDES und Militär (beispielsweise der monarchistisch gesinnten Riminibrigade) verschärfte sich nach dem Abzug der Wehrmacht. Die griechische Regierung unter Georgios Papandreou und seinen Nachfolgern wie Nikolaos Plastiras, Petros Voulgaris, Panagiotis Kanellopoulos und Themistoklis Sofoulis (alle 1945 amtierend) erhielt dabei britische Unterstützung sowohl in Form von Wirtschafts- und Militärhilfe als auch britischer Truppen. Entsprechend einer geheim gehaltenen Vereinbarung zwischen Winston Churchill und Josef Stalin wurde Griechenland der britischen Einflusssphäre auf dem Balkan zugeteilt.
Der Konflikt eskalierte am 3. Dezember 1944 in der Dekemvriana (auch Schlacht um Athen genannt), bei der es zu mehrtägigen Kämpfen zwischen der ELAS einerseits und Regierungstruppen unter Beteiligung britischer Truppen andererseits kam. Die Regierungstruppen bzw. Briten behielten Mitte Dezember 1944 die Oberhand und vertrieben die ELAS-Kräfte aus Athen und Umgebung.
Die Bemühung zur Deeskalation fand unter britischer Vermittlung durch das Abkommen von Varkiza im Februar 1945 ihren Ausdruck. Die Entwaffnung der ELAS wurde vereinbart. Gleichzeitig wurde festgelegt, dass rechtsradikale Personen und Organisationen aus der griechischen Armee und Polizei entfernt werden sollten (beispielsweise die Organisation X). Beide Bedingungen wurden nicht im Sinne des Abkommens von Varkiza umgesetzt. Die ELAS behielt in Verstecken einen erheblichen Teil ihrer Waffen. In Polizei und Armee verblieben weiterhin Rechtsradikale.
Die Parlamentswahl am 31. März 1946 wurde von den Kommunisten boykottiert; das konservative Wahlbündnis Inomeni Parataxis Ethnikofronon (Vereintes Bündnis der Nationalgesinnten) erhielt 55,1 % der Stimmen im griechischen Parlament. Konstantinos Tsaldaris (1884–1970) bildete eine konservative Regierung. Die Führung dieses Bündnisses oblag der Volkspartei von Tsaldaris, der Befürworter einer konstitutionellen Monarchie war.
Die Volksbefragung am 1. September 1946 über die Staatsform (konstitutionelle Monarchie oder Republik) führte zu einer deutlichen Mehrheit für die Wiedereinführung der Monarchie; die Kommunisten boykottierten die Volksbefragung. Die Frage nach der Wiedereinführung der Monarchie wurde von 1.136.289 Wählern mit „Ja“ und von 524.771 Wählern mit „Nein“ beantwortet, was einem Verhältnis von 68,4 : 31,6 entspricht; berücksichtigt man auch die – hohe – Anzahl von 256.940 Stimmenthaltungen (sowie die 3860 ungültigen Stimmen, also bezogen auf die insgesamt 1.921.860 abgegebenen Stimmen) war das Ergebnis der Abstimmung 59,1 % (ja) : 27,3 % (nein) : 13,4 % (Enthaltung) : 0,2 % (ungültig). Die Ergebnisse der Volksbefragung ließen vermuten, dass die Mehrheitsverhältnisse sich vom rechten politischen Flügel zur rechten Mitte verschoben. Die Wiedereinführung der konstitutionellen Monarchie wurde auch von gemäßigten Konservativen und Politikern der bürgerlichen Mitte sowie Linksliberalen als Garantie gegen eine kommunistische Machtübernahme angesehen – und polarisierte den Konflikt zwischen links und rechts des griechischen politischen Spektrums weiter.
Ein weiterer Streitpunkt war der Abzug ausländischer Truppen, zu jenem Zeitpunkt der Briten. Die Kommunisten hatten schon 1925 Unabhängigkeit und das Selbstbestimmungsrecht gefordert. Das sollte auch für die geographische Region Makedonien gelten. Kritiker vermuteten, dass die griechischen Kommunisten dies im Sinne der bulgarischen und jugoslawischen Kommunisten in der Komintern taten, die es auf den griechischen Teil Makedoniens abgesehen hätten (siehe auch Geschichte Mazedoniens).
Das diskreditierte die Kommunisten in Griechenland als Vaterlandsverräter. Überhaupt sorgte der beginnende Kalte Krieg für Spannungen zwischen rechts und links. Insbesondere die Missionen der UNO und die Bewertung der Ergebnisse dieser Missionen legten den massiven politischen Gegensatz zwischen vielen westlichen und östlichen Staaten (die Stalin zu Satellitenstaaten machte und die später als Ostblock bezeichnet wurden) offen.

## Kriegsverlauf

Logo der DSE

Ein genaues Anfangsdatum des griechischen Bürgerkrieges gibt es im strengen Sinne nicht, da es im Verlaufe des Jahres 1946 immer wieder zu teils bewaffneten Angriffen kommunistisch kontrollierter Rebellen gegen staatliche Einrichtungen wie Polizeistationen, Militäreinrichtungen und Infrastruktureinrichtungen kam. Der erste gut organisierte Guerilla-Angriff auf die Polizeistation von Litochoro in der Präfektur Pieria Ende März 1946 im Vorfeld der Parlamentswahlen vom 31. März 1946 wird nach vorherrschender Meinung als Beginn des griechischen Bürgerkrieges angesehen. Dieser Angriff wurde nicht mehr von lokalen Organisationen in spontaner Weise durchgeführt, sondern unterlag der militärischen Kontrolle der Demokratischen Armee Griechenlands (DSE), einer von Kommunisten stark beeinflussten bewaffneten Widerstandsorganisation. Die Kommunistische Partei Griechenlands (KKE) führte parallel zu diesen bewaffneten Aktionen noch begrenzte politische Verhandlungen mit der konservativen griechischen Regierung, die aber aufgrund der (begrenzten) militärischen Erfolge der DSE scheiterten.
In den Jahren 1946 und 1947 führte die DSE einen nach Maßstäben des Guerilla-Kriegs sehr effektiven Kampf gegen die griechische Regierung. Im gesamten Land mit Schwerpunkt Nordwest-Makedonien, Epirus und Zentral- bzw. Mittelgriechenland wurden Polizeistationen, Armeeposten, Infrastruktureinrichtungen und politische Gegner angegriffen bzw. bekämpft. Im Rahmen der Kominform erhielt die DSE logistische Unterstützung aus Albanien und Jugoslawien. Teilweise konnte die DSE größere Landstriche in Nordwestmakedonien, Epirus und Zentralgriechenland (beispielsweise Evrytania) beherrschen. Als sehr vorteilhaft erwies sich dabei, dass sowohl Albanien als auch Jugoslawien unter ausdrücklicher Billigung der Regierung beider Staaten den DSE-Rebellen einen Rückzugs- und Ausbildungsraum boten.
Die DSE-Rebellen versuchten wiederholt, eine griechische Stadt unter Kontrolle zu bringen, um diese als Basis bzw. Sitz einer provisorischen Regierung zu nutzen. Mit Ausrufung einer provisorischen Regierung 1947/1948 wurde der politische Druck zur Eroberung einer Stadt größer. Gleichzeitig wechselte die Strategie der DSE mitsamt dem militärischen Führungskommando: Markos Vafiadis, militärischer Kommandeur der DSE-Rebellen und Guerilla-Taktiker, wurde von Nikolaos Zachariadis, dem Generalsekretär der Kommunistischen Partei Griechenlands, abgelöst. Zachariadis veranlasste schnell einen Übergang zu einer mehr konventionellen Kriegsführung mit offenen Schlachten gegen die griechische Armee, unter anderem auch mit dem Ziel der Besetzung einer griechischen Stadt zum Zwecke der Einrichtung eines vorläufigen Regierungssitzes. Konitsa, Florina, Karditsa, Grevena, Karpenissi wurden wiederholt angegriffen.
Lediglich in Karpenissi gelang eine knapp dreiwöchige Besetzung der Stadt, wobei die Gegenoffensive der griechischen Armee diese Besetzung wieder aufhob. Die ausgerufene provisorische Regierung unter Führung der Kommunistischen Partei Griechenlands fand keine Stadt, die als Regierungssitz fungieren konnte, und sie fand keine internationale Anerkennung. Der letzte und zugleich sehr verlustreiche Angriff auf eine griechische Stadt war der Angriff auf Florina vom 12. Februar 1949 bis zum 15. Februar 1949.
Die griechische Regierung verließ sich 1946 weitestgehend auf Polizeikräfte und Einheiten der Nationalgarde, um die kommunistische DSE zu besiegen. Dieses Vorhaben schlug infolge der wiederholten Erfolge der DSE fehl, so dass die reguläre griechische Armee zum Hauptwaffenträger gegen die DSE-Rebellen wurde. Die griechische Armee wurde von Großbritannien aktiv militärisch und waffentechnisch unterstützt; ein direktes Eingreifen der britischen Truppen fand zwischen 1946 und 1949 aber nicht statt. Großbritannien konnte im März 1947 die Unterstützung der griechischen Regierung und Armee nicht mehr aufrechterhalten und bat – neben der griechischen Regierung selbst – die USA um Unterstützung. Diese engagierten sich im Rahmen der Truman-Doktrin ab dem 12. März 1947 mit Finanzmitteln, Waffen und wirtschaftlicher Unterstützung stark in Griechenland, entsandten aber keine Kampftruppen. Allerdings bildete sich 1948 ein gemeinsamer griechisch-amerikanischer Truppenführungsstab mit Alexander Papagos auf griechischer und General James A. Van Fleet auf amerikanischer Seite, der die militärischen Operationen der griechischen Armee befehligte.
Der Herbst 1948 wurde zum Wendepunkt des griechischen Bürgerkrieges. Von Bedeutung war nicht nur der amerikanische Einfluss, der nun Wirkung entfaltete, sondern auch der Bruch zwischen Tito und Stalin. Die DSE, die durch Tito aktiv unterstützt wurde, stand allerdings unter dem Einfluss der pro-sowjetischen Kommunistischen Partei Griechenlands. Folgerichtig stoppte Tito die Unterstützung der DSE, während die Kommunistische Partei Griechenlands sich nicht gegen die Kominform-Zentrale in Moskau zu stellen vermochte.
Die DSE integrierte eine eher kleine Widerstandsgruppe namens NOF, deren Mitglieder vorwiegend aus der slawisch-mazedonischen Minderheit in Nordwestgriechenland kamen. Sie wollten ein unabhängiges oder weitgehend autonomes Mazedonien schaffen. Auch diese Geste in Richtung slawischer Mazedonen konnte das Bündnis der griechischen Kommunisten mit Tito nicht retten. Außerdem brachte die Forderung nach einem autonomen Mazedonien neutrale oder konservative Griechen zusätzlich gegen die Kommunisten auf.
Als Unterstützer verblieb Ende 1948 lediglich Albanien, dessen politische Beziehungen zu Moskau sich ebenfalls kontinuierlich verschlechterten. Dessen aktive Unterstützung endete 1949 der Entscheidung Titos folgend, was den DSE-Rebellen ihre militärische Basis entzog. In der Schlacht um den Berg Gramos im August 1949 fügten die griechischen Truppen der DSE die entscheidende Niederlage bei. Die Rebellen konnten sich zwar nach Albanien zurückziehen, aber anders als 1946–1948 sich nicht mehr neu bewaffnen und umorganisieren. Damit endete der griechische Bürgerkrieg trotz einiger bewaffneter Scharmützel im Nachgang der Schlacht am Berg Gramos. Am 9. Oktober 1949 beschloss das Zentralkomitee der KKE die vorübergehende Einstellung der Kampfhandlungen, welche sich im weiteren Verlauf als die endgültige Einstellung erwies.

## Auswirkungen
Die DSE war vollständig besiegt worden. Die KKE-Führung setzte sich von Albanien über Ungarn nach Moskau ab. Zehntausende linksgerichteter Griechen wurden bereits während des Bürgerkrieges in Umerziehungslagern interniert oder flüchteten ins Exil. Die Kommunistische Partei Griechenlands blieb auf Jahre hinaus diskreditiert und bedeutungslos. Die Zahl der Toten beider Bürgerkriege schwankt je nach Angabe zwischen 44.000 und 158.000, die der Flüchtlinge während der Kriege zwischen 80.000 und 703.000.
Die griechische Wirtschaft war durch die drei Kriege (Zweiter Weltkrieg, erster und zweiter Bürgerkrieg) in kurzer Folge schwer geschädigt und große Teile des Landes verwüstet.
Die Zivilbevölkerung litt insgesamt massiv unter den Folgen und Auswirkungen des Bürgerkriegs. Ganze Dörfer und Landstriche wurden während des Krieges von der griechischen Armee entvölkert, um den DSE-Rebellen Operationsmöglichkeiten zu entziehen. Dies stürzte die betroffene Landbevölkerung in eine wirtschaftliche und soziale Katastrophe.
Die griechische Regierung entführte ab 1947 Kinder von Eltern, die mutmaßlich in der Guerilla aktiv waren, und steckte sie in Indoktrinationslager auf der Gefängnisinsel Leros. DSE-Einheiten reagierten darauf, indem sie ihrerseits während der Kämpfe zahlreiche Kinder aus den umkämpften Gebieten holten und in andere Staaten schickten. Die Sowjetische Besatzungszone bzw. spätere DDR nahm rund 1300 dieser Kinder auf. Auch in der Tschechoslowakei wurden Waisenkinder des Bürgerkrieges aufgenommen (Villa Mattoni). Die Regierungsseite bezeichnete das als „Paidomazoma“ (Kinder- oder Knabenlese). Eine UNO-Untersuchung von 1948 kam im Bericht zu dem Schluss, dass viele Eltern der Evakuierung ihrer Kinder durch die DSE zugestimmt hatten, es aber auch Fälle gab, in denen das gegen den Willen der Eltern geschehen war.
Mehrere zehntausend Bürgerkriegsflüchtlinge wurden als Exilanten von Ungarn, Polen und der Tschechoslowakei aufgenommen. In Ungarn wurde für die Flüchtlinge eigens die Ortschaft Beloiannisz gegründet, in Zgorzelec in Polen am Ostufer der Neiße gibt es eine Straße, die an die Flüchtlinge erinnert.

## „Entsorgung“ der Geschichte
Im August 1989 ließ die Regierung von Ministerpräsident Tzannis Tzannetakis in der Feuerung eines Stahlwerkes bei Athen 17 Millionen Polizeiakten aus der Zeit des Bürgerkrieges verbrennen: Spitzelberichte, Verhörprotokolle und Geständnisse. Nur etwa 2000 Akten blieben verschont.